# 格林縣 (阿拉巴馬州)
格林县（英語：Greene County）是位于美国亚拉巴马州中西部的一个郡。根据2020年的普查结果，该县总人口数为7,730人，是阿拉巴马州人口最少的县；其中81%的人口为非裔，是全美黑人占比第四高的县，同时也是全美除密西西比州以外其他州中黑人占比最高的县。格林县的县治及最大城市均为尤托，得名于美國獨立戰爭时期来自羅德島州的将军納撒尼爾·格林。